# Goa (Camarines Sur)
Goa è una municipalità di seconda classe delle Filippine, situata nella Provincia di Camarines Sur, nella Regione del Bicol.
Goa è formata da 34 baranggay:
- Abucayan
- Bagumbayan Grande (Pob.)
- Bagumbayan Pequeño (Pob.)
- Balaynan
- Belen (Pob.)
- Buyo
- Cagaycay
- Catagbacan
- Digdigon
- Gimaga
- Halawig-Gogon
- Hiwacloy
- La Purisima (Pob.)
- Lamon
- Matacla
- Maymatan
- Maysalay

- Napawon (Napunuon)
- Panday (Pob.)
- Payatan
- Pinaglabanan
- Salog
- San Benito (Pob.)
- San Isidro (Pob.)
- San Isidro West
- San Jose (Pob.)
- San Juan Bautista (Pob.)
- San Juan Evangelista (Pob.)
- San Pedro (Aroro)
- Scout Fuentebella
- Tabgon
- Tagongtong
- Tamban (Mabini)
- Taytay (Halgon East)